# Нана (округ Нове Замки)
Нана (словац. Nána) — село, громада округу Нове Замки, Нітранський край. Кадастрова площа громади — 17.95 км².
Населення 1230 осіб (станом на 31 грудня 2019 року).

## Історія
Нана згадується 1157 року.

## Населення
| Рік:            | 1994. | 2004.   | 2014.   | 2024.   |
| --------------- | ----- | ------- | ------- | ------- |
| Кількість осіб: | 1138  | 1187    | 1190    | 1188    |
| Різниця:        |       | +4,30 % | +0,25 % | -0,16 % |

| Рік:            | 2023. | 2024.   |
| --------------- | ----- | ------- |
| Кількість осіб: | 1198  | 1188    |
| Різниця:        |       | -0,83 % |